# XHUAN-FM
Fusión, cuyo indicativo es XHUAN-FM, es una emisora de radio de jazz y de noticias localizada en Tijuana, Baja California que transmite en la frecuencia de 102.5 MHz con 50 kW de potencia. El área de cobertura de Fusión engloba a Tijuana, Rosarito, parte de Tecate, B. C., así como San Diego y el sur de Los Ángeles, California.

## Historia
Fusión inició sus actividades como Estéreo Frontera, La voz del noroeste con el permiso del Instituto Mexicano de la Radio. Estéreo Frontera entraría en funcionamiento el 1 de mayo de 1986 sin embargo, las transmisiones de prueba de se realizaron a partir del 30 de mayo de 1986 con los partidos de fútbol del Mundial México 86 y hasta el 1 de agosto cuenta con una programación estable con horarios y locutores de turno. Estéreo Frontera se inaugura oficialmente por el presidente Miguel de la Madrid hasta el 27 de enero de 1987.
Estéreo Frontera transmite principalmente contenido musical, produce también Noticieros del Noroeste, que buscaba la atención de hispano-parlantes en la región fronteriza de EE. UU. con México, así como programas educativos como Tercera llamada y Una Voz, un Cuento, donde se adaptaban obras literarias y se narraban cuentos mexicanos, respectivamente.  Su programación, inicialmente, era de 6 de la mañana hasta las 2 de la mañana del día siguiente; las transmisiones se cerraban con jazz, tango y blues.
En 1990, Estéreo Frontera cambia de nombre a La Mexicana,  así como su perfil programático, con la finalidad de convertirla en una estación comercial y alcanzar la autosuficiencia económica. La Mexicana se dedica a difundir música mexicana, sobre todo de género ranchero, transmitiéndola por 14 horas, alternada con cortes comerciales, seguida de programación con contenido que incluía programas que iniciaron el Estéreo Frontera, como el noticiero local Enlace, y de nueva creación. En 1992, La Mexicana se convierte en Radio Frontera para retomar "los objetivos de la radiodifusión de Estado".
Radio Frontera comienza a transmitir las 24 horas del día con una programación centrada en música ranchera, rock en español, y artistas locales. Posteriormente, se intenta abarcar a un público más joven al introducir rock. Sin embargo, a partir de 1995 se retoma el enfoque para competir con otras radiodifusoras. Uno de los cambios fue la desaparición del noticiero local Enlace, cediendo el espacio noticioso a Antena Radio. Es hasta el 2002 que retoman el formato de radio pública. 
El actual Formato radiofónico de la emisora, inició en 2006. Cambiando su nombre a Fusión, y su eslogan a "el horizonte musical de Tijuana". Pasaría por otro cambio en abril de 2020, cambiando nuevamente su lema a "Jazz Sin Fronteras".